# قائمة حلقات أسطورة كورا
قائمة حلقات أسطورة كورا، مسلسل رسوم متحركة أمريكي كتبه مايكل دانتي ديمارتينو و‌براين كونيزكو. وهو مسلسل متمم للمسلسل آفاتار: أسطورة أنج، وأذيع المسلسل أول مرة على نكلوديون في 2012. كسابقه، عالم المسلسل خيالي مستوحى من الثقافات الآسيوية والإسكيمو، ويسكنه أشخاص يمكنهم التحكم بعنصر الماء أو الأرض أو النار أو الهواء عن طريق قدرة تسمى «التسخير». شخص واحد يسمى «الأفاتار» لديه القدرة على تسخير الأربعة عناصر معًا. يتناسخ الأفاتار بالترتيب بين الأربع أمم، وهو مسؤول عن السلام والتناغم والتوازن في العالم. كورا - بطلة المسلسل - الأفاتار التالي للأفاتار آنغ من آفاتار: أسطورة آنغ. المسلسلة له أربعة مواسم و52 حلقة. دُبلج المسلسل إلى العربية وعُرض على قناة إم بي سي 3 كاملاً.

## نظرة عامة
| الموسم | كتاب                   | الحلقات | الحلقات | الأصلي         | الأصلي         |
| الموسم | كتاب                   | الحلقات | الحلقات | الأول          | الأخير         |
| ------ | ---------------------- | ------- | ------- | -------------- | -------------- |
| 1      | الكتاب الأول: الهواء   | 12      | 12      | 14 أبريل 2012  | 23 يونيو 2012  |
| 2      | الكتاب الثاني: الأرواح | 14      | 14      | 13 سبتمبر 2013 | 22 نوفمبر 2013 |
| 3      | الكتاب الثالث: التغيير | 13      | 13      | 27 يونيو 2014  | 22 أغسطس 2014  |
| 4      | الكتاب الرابع: التوازن | 13      | 13      | 3 أكتوبر 2014  | 19 ديسمبر 2014 |

## الحلقات

### الكتاب الأول: الهواء (2012)
هذا الموسم من إخراج كلاً من جواكيم دوس سانتوس وكي هيون ريو ومن كتابة صانعي المسلسل مايكل دانتي ديمارتينو و‌براين كونيزكو وقام إستوديو مير بالتحريك.
| ر. الإجمالي | ر. في الموسم | العنوان                                            | تحريك      | المخرج                         | الكاتب                               | تاريخ العرض الأصلي | تاريخ العرض العربي | رمز الإنتاج | عدد المشاهدات في الولايات المتحدة (بالمليون) |
| ----------- | ------------ | -------------------------------------------------- | ---------- | ------------------------------ | ------------------------------------ | ------------------ | ------------------ | ----------- | -------------------------------------------- |
| 1           | 1            | "Welcome to Republic City"                         | ستوديو مير | يواكيم دوس سانتوس وكي هيون ريو | مايكل دانتي ديمارتينو و‌براين كونيزكو | 14 أبريل 2012      | TBA                | 101         | 4.55                                         |
| 2           | 2            | «ورقة في مهب الريح» "A Leaf in the Wind"           | ستوديو مير | يواكيم دوس سانتوس وكي هيون ريو | مايكل دانتي ديمارتينو وبراين كونيزكو | 14 أبريل 2012      | TBA                | 102         | 4.55                                         |
| 3           | 3            | «الكشف» "The Revelation"                           | ستوديو مير | يواكيم دوس سانتوس وكي هيون ريو | مايكل دانتي ديمارتينو وبراين كونيزكو | 21 أبريل 2012      | TBA                | 103         | 3.55                                         |
| 4           | 4            | «صوت في الليل» "The Voice in the Night"            | ستوديو مير | يواكيم دوس سانتوس وكي هيون ريو | مايكل دانتي ديمارتينو وبراين كونيزكو | 28 أبريل 2012      | TBA                | 104         | 4.08                                         |
| 5           | 5            | «روح المنافسة» "The Spirit of Competition"         | ستوديو مير | يواكيم دوس سانتوس وكي هيون ريو | مايكل دانتي ديمارتينو وبراين كونيزكو | 5 مايو 2012        | TBA                | 105         | 3.78                                         |
| 6           | 6            | «والفائز هو...» "And the Winner Is..."             | ستوديو مير | يواكيم دوس سانتوس وكي هيون ريو | مايكل دانتي ديمارتينو وبراين كونيزكو | 12 مايو 2012       | TBA                | 106         | 3.88                                         |
| 7           | 7            | «الأعقاب» "The Aftermath"                          | ستوديو مير | يواكيم دوس سانتوس وكي هيون ريو | مايكل دانتي ديمارتينو وبراين كونيزكو | 19 مايو 2012       | TBA                | 107         | 3.45                                         |
| 8           | 8            | «عندما يلتقي النقيضان» "When Extremes Meet"        | ستوديو مير | يواكيم دوس سانتوس وكي هيون ريو | مايكل دانتي ديمارتينو وبراين كونيزكو | 2 يونيو 2012       | TBA                | 108         | 2.98                                         |
| 9           | 9            | «من الماضي» "Out of the Past"                      | ستوديو مير | يواكيم دوس سانتوس وكي هيون ريو | مايكل دانتي ديمارتينو وبراين كونيزكو | 9 يونيو 2012       | TBA                | 109         | 3.58                                         |
| 10          | 10           | «تحويل المد والجزر» "Turning the Tides"            | ستوديو مير | يواكيم دوس سانتوس وكي هيون ريو | مايكل دانتي ديمارتينو وبراين كونيزكو | 16 يونيو 2012      | TBA                | 110         | 3.54                                         |
| 11          | 11           | «هياكل عظمية في الخزانة» "Skeletons in the Closet" | ستوديو مير | يواكيم دوس سانتوس وكي هيون ريو | مايكل دانتي ديمارتينو وبراين كونيزكو | 23 يونيو 2012      | TBA                | 111         | 3.68                                         |
| 12          | 12           | «نهاية اللعبة» "Endgame"                           | ستوديو مير | يواكيم دوس سانتوس وكي هيون ريو | مايكل دانتي ديمارتينو وبراين كونيزكو | 23 يونيو 2012      | TBA                | 112         | 3.68                                         |

### الكتاب الثاني: الأرواح (2013)
أخرج حلقات هذا الموسم كلاً من كولين هيك وإيان غراهام وكتب الحلقات تيم هدريك وجوشوا هاميلتون بمشاركة مايكل دانتي ديمارتينو وبراين كونيزكو. قام بتحريك هذا الموسم إستوديو مير و‌استديو بيرو.
| رقم الحلقة في | رقم الحلقة في | العنوان                                          | تاريخ العرض الأصلي | تاريخ العرض العربي | رمز الإنتاج | المشاهدون في الولايات المتحدة (بالملايين) |
| المسلسل       | الموسم        | العنوان                                          | تاريخ العرض الأصلي | تاريخ العرض العربي | رمز الإنتاج | المشاهدون في الولايات المتحدة (بالملايين) |
| ------------- | ------------- | ------------------------------------------------ | ------------------ | ------------------ | ----------- | ----------------------------------------- |
| 13            | 1             | "روح متمردة" Rebel Spirit                        | 13 سبتمبر 2013     | —                  | 113         | 2.6                                       |
| 14            | 2             | "الأضواء الجنوبية" The Southern Lights           | 13 سبتمبر 2013     | —                  | 114         | 2.6                                       |
| 15            | 3             | "الحرب الأهلية، الجزء الأول" Civil Wars, Part 1  | 20 سبتمبر 2013     | —                  | 115         | 2.19                                      |
| 16            | 4             | "الحرب الأهلية، الجزء الثاني" Civil Wars, Part 2 | 27 سبتمبر 2013     | —                  | 116         | 2.38                                      |
| 17            | 5             | "حافظو السلام" Peacekeepers                      | 4 أكتوبر 2013      | —                  | 117         | 1.1                                       |
| 18            | 6             | "اللدغة" The Sting                               | 11 أكتوبر 2013     | —                  | 118         | 1.95                                      |
| 19            | 7             | "البدايات، الجزء الأول" Beginnings, Part 1       | 18 أكتوبر 2013     | —                  | 119         | 1.73                                      |
| 20            | 8             | "البدايات، الجزء الثاني" Beginnings, Part 2      | 18 أكتوبر 2013     | —                  | 120         | 1.73                                      |
| 21            | 9             | "الدليل" The Guide                               | 1 نوفمبر 2013      | —                  | 121         | 2.47                                      |
| 22            | 10            | "عصر روحي جديد" A New Spiritual Age              | 8 نوفمبر 2013      | —                  | 122         | 2.22                                      |
| 23            | 11            | "ليلة من ألف نجم" Night of a Thousand Stars      | 15 نوفمبر 2013     | —                  | 123         | 1.87                                      |
| 24            | 12            | "التوافق المتناغم" Harmonic Convergence          | 15 نوفمبر 2013     | —                  | 124         | 1.87                                      |
| 25            | 13            | "سقوط الظلام" Darkness Falls                     | 22 نوفمبر 2013     | —                  | 125         | 2.09                                      |
| 26            | 14            | "ضوء في الظلام" Light in the Dark                | 22 نوفمبر 2013     | —                  | 126         | 2.09                                      |

### الكتاب الثالث: التغيير (2014)
قام بإخراج هذا الموسم كلاً من ملكيور زوير وكولين هيك وإيان غراهام وقام بالكتابة كلاً من تيم هدريك وجوشوا هاميلتون ومايكل دانتي ديمارتينو وكاتي ماتيلا. قام بالتحريك أيضًا إستديو مير.
| رقم الحلقة في | رقم الحلقة في | العنوان                                     | تاريخ العرض الأصلي | تاريخ العرض العربي | رمز الإنتاج | المشاهدون في الولايات المتحدة (بالملايين) |
| المسلسل       | الموسم        | العنوان                                     | تاريخ العرض الأصلي | تاريخ العرض العربي | رمز الإنتاج | المشاهدون في الولايات المتحدة (بالملايين) |
| ------------- | ------------- | ------------------------------------------- | ------------------ | ------------------ | ----------- | ----------------------------------------- |
| 27            | 1             | "نفس من الهواء النقي" A Breath of Fresh Air | 27 يونيو 2014      | —                  | 201         | 1.5                                       |
| 28            | 2             | "انبعاث" Rebirth                            | 27 يونيو 2014      | —                  | 202         | 1.5                                       |
| 29            | 3             | "ملكة الأرض" The Earth Queen                | 27 يونيو 2014      | —                  | 203         | 1.29                                      |
| 30            | 4             | "في طريق الأذى" In Harm's Way               | 11 يوليو 2014      | —                  | 204         | 1.19                                      |
| 31            | 5             | "عشيرة المعادن" The Metal Clan              | 11 يوليو 2014      | —                  | 205         | 1.18                                      |
| 32            | 6             | "جروح قديمة" Old Wounds                     | 18 يوليو 2014      | —                  | 206         | 1.28                                      |
| 33            | 7             | "مسخرو الهواء الأصليون" Original Airbenders | 18 يوليو 2014      | —                  | 207         | 1.33                                      |
| 34            | 8             | "الرعب بداخله" The Terror Within            | 25 يوليو 2014      | —                  | 208         | 1.08                                      |
| 35            | 9             | "المراقبة" The Stakeout                     | 1 أغسطس 2014       | —                  | 209         | —                                         |
| 36            | 10            | "تحيا الملكة" Long Live the Queen           | 8 أغسطس 2014       | —                  | 210         | —                                         |
| 37            | 11            | "الإنذار" The Ultimatum                     | 15 أغسطس 2014      | —                  | 211         | —                                         |
| 38            | 12            | "ادخل الفراغ" Enter the Void                | 22 أغسطس 2014      | —                  | 212         | —                                         |
| 39            | 13            | "سم اللوتس الحمراء" Venom of the Red Lotus  | 22 أغسطس 2014      | —                  | 213         | —                                         |

### الكتاب الرابع: التوازن (2014)
قام بإخراج هذا الموسم كلاً من ملكيور زوير وكولين هيك وإيان غراهام وقام بالكتابة كلاً من تيم هدريك وجوشوا هاميلتون ومايكل دانتي ديمارتينو وكاتي ماتيلا. قام بالتحريك أيضًا إستديو مير.
| رقم الحلقة في | رقم الحلقة في | العنوان                                    | تاريخ العرض الأصلي | تاريخ العرض العربي | رمز الإنتاج |
| المسلسل       | الموسم        | العنوان                                    | تاريخ العرض الأصلي | تاريخ العرض العربي | رمز الإنتاج |
| ------------- | ------------- | ------------------------------------------ | ------------------ | ------------------ | ----------- |
| 40            | 1             | "بعد كل هذه السنوات" After All These Years | 3 أكتوبر 2014      | —                  | 214         |
| 41            | 2             | "كورا وحيدة" Korra Alone                   | 10 أكتوبر 2014     | —                  | 215         |
| 42            | 3             | "التتويج" The Coronation                   | 17 أكتوبر 2014     | —                  | 216         |
| 43            | 4             | "الدعوة" The Calling                       | 24 أكتوبر 2014     | —                  | 217         |
| 44            | 5             | "العدو عند الأبواب" Enemy at the Gates     | 31 أكتوبر 2014     | —                  | 218         |
| 45            | 6             | "معركة زاوفو" The Battle of Zaofu          | 7 نوفمبر 2014      | —                  | 219         |
| 46            | 7             | "جمع الشمل" Reunion                        | 14 نوفمبر 2014     | —                  | 220         |
| 47            | 8             | "ذكريات" Remembrances                      | 21 نوفمبر 2014     | —                  | 221         |
| 48            | 9             | "ما وراء البراري" Beyond the Wilds         | 28 نوفمبر 2014     | —                  | 222         |
| 49            | 10            | "العملية بيفونغ" Operation Beifong         | 5 ديسمبر 2014      | —                  | 223         |
| 50            | 11            | "مقامرة كوفيرا" Kuvira's Gambit            | 12 ديسمبر 2014     | —                  | 224         |
| 51            | 12            | "يوم العملاق" Day of the Colossus          | 19 ديسمبر 2014     | —                  | 225         |
| 52            | 13            | "الوقوف الأخير" The Last Stand             | 19 ديسمبر 2014     | —                  | 226         |

## وصلات خارجية
- الموقع الرسمي
- أسطورة كورا في قاعدة بيانات الرسوم المتحركة الكبيرة
- قائمة حلقات أسطورة كورا  على قاعدة بيانات الأفلام على الإنترنت